# Marcilly-sur-Vienne
Marcilly-sur-Vienne ist eine französische Gemeinde mit 556 Einwohnern (Stand: 1. Januar 2022) im Département Indre-et-Loire in der Region Centre-Val de Loire. Sie gehört zum Kanton Sainte-Maure-de-Touraine im Arrondissement Chinon. Die Einwohner werden Marcillois genannt.

## Geographie
Marcilly-sur-Vienne liegt etwa 34 Kilometer südsüdwestlich von Tours an der Vienne, die die Gemeinde im Osten begrenzt.

### Nachbargemeinden
Umgeben wird Marcilly-sur-Vienne von den Nachbargemeinden Pouzay im Norden, Nouâtre im Osten, Ports-sur-Vienne im Süden und Südosten, Luzé im Südwesten sowie Rilly-sur-Vienne im Westen.

## Bevölkerungsentwicklung
| Jahr                       | 1962 | 1968 | 1975 | 1982 | 1990 | 1999 | 2006 | 2018 |
| -------------------------- | ---- | ---- | ---- | ---- | ---- | ---- | ---- | ---- |
| Einwohner                  | 542  | 544  | 446  | 515  | 526  | 509  | 545  | 560  |
| Quellen: Cassini und INSEE |      |      |      |      |      |      |      |      |

## Sehenswürdigkeiten
- Kirche Saint-Blaise aus dem 15. Jahrhundert

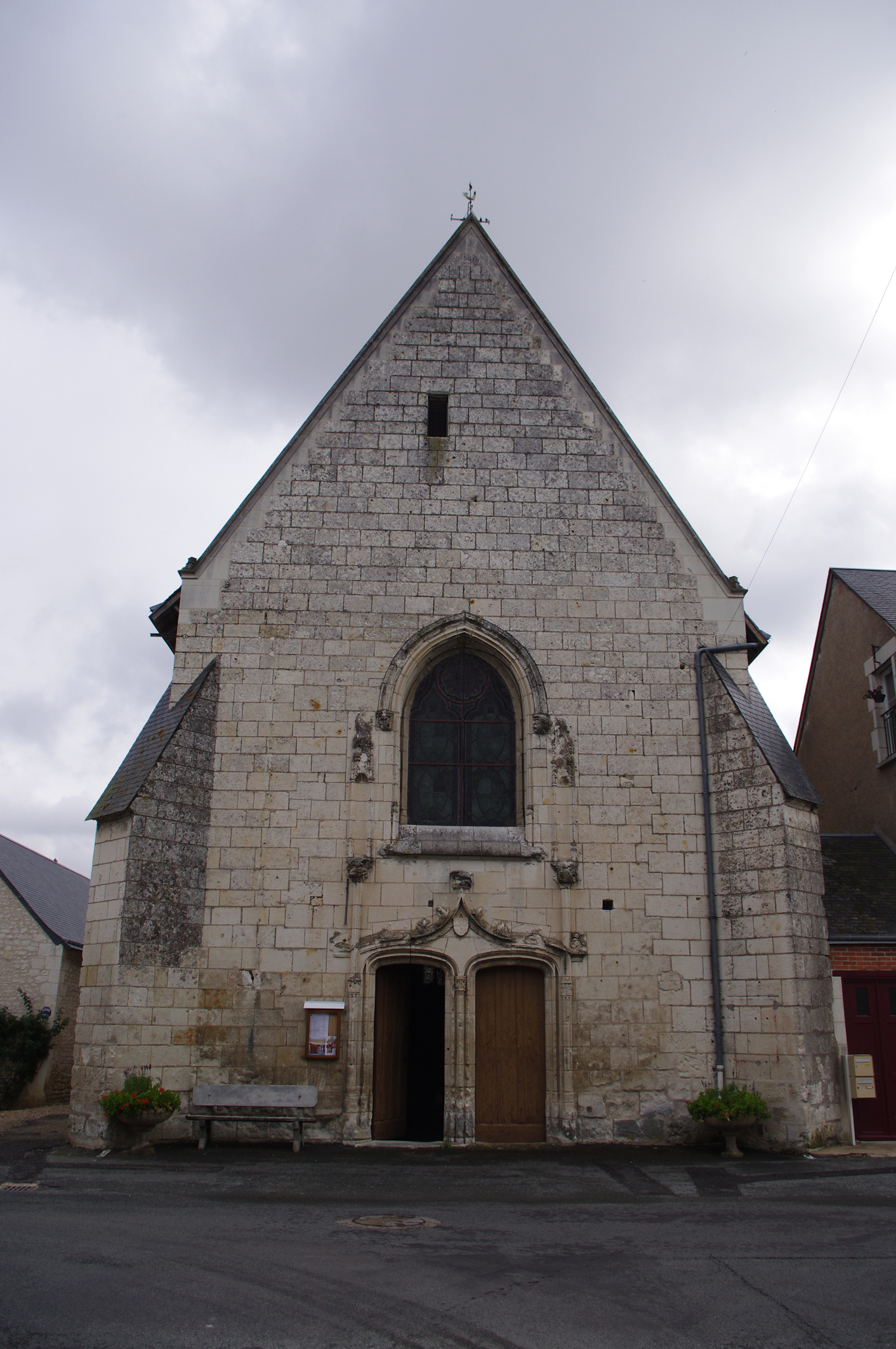
Kirche Saint-Blaise

- Schloss La Motte